# Inu-Oh
Inu-Oh (em japonês: 犬王?) é um longa-metragem musical que utiliza a linguagem de animação japonesa lançado em 2021 dirigido por Masaaki Yuasa e produzido pela Science SARU. Baseado no romance Tales of the Heike: Inu-Oh de Hideo Furukawa, o filme se passa no Japão do século 14 e centra-se na amizade entre Inu-Oh, uma dançarina nascida com características físicas únicas, e Tomona, um músico cego. Ostracizados pela sociedade devido às suas diferenças físicas, Inu-Oh e Tomona, no entanto, utilizam suas habilidades artísticas para se impulsionarem ao estrelato. Sua estreia ocorreu na 78 edição do Festival Internacional de Cinema de Veneza em Setembro de 2021 e foi lançado no Japão em Maio de 2022. No dia 12 de Dezembro de 2022 foi indicado ao prêmio de melhor animação na 80º edição do Globo de Ouro.

## Elenco
- Avu-chan como Inu-Oh
- Mirai Moriyama como Tomona
- Tasuku Emoto como Ashikaga Yoshimitsu
- Kenjirô Tsuda como Inu-ô no chichi
- Yutaka Matsushige como Tomona no chichi

## Produção
O romance de Hideo Furukawa, Tales of the Heike: INU-OH, foi publicado no Japão em 2017. Ao adaptar esta história sobre os tempos antigos, o diretor Masaaki Yuasa descreveu o filme como um conto com paralelos e relevância para os dias modernos, uma história que pergunta "se alinhar-se com o destino e a moda para conquistar a glória ou renunciar à recompensa para viver de acordo com suas crenças". A trilha sonora foi escrita pelo compositor e multi-instrumentista Otomo Yoshihide. A trilha sonora do filme foi lançada em 25 de maio e apresenta canções originais interpretadas pelos personagens de Avu-chan e Moriyama, bem como música intersticial instrumental interpretada por Otomo. As canções originais foram escritas por Avu-chan, Otomo, o diretor Masaaki Yuasa e o músico da trilha sonora Yohei Matsui. Os desenhos dos personagens foram criados pelo autor de mangás, Taiyō Matsumoto.

## Lançamento
Inu-Oh teve sua estreia mundial no Festival Internacional de Cinema de Veneza em 9 de setembro de 2021. O filme foi o primeiro filme de animação japonês desenhado à mão a ser exibido na competição da categoria Horizons do festival, onde fez sua estreia na América do Norte. Inu-Oh teve sua estreia japonesa no Festival Internacional de Cinema de Tóquio em 3 de novembro de 2021. O filme teve um amplo lançamento nos cinemas no Japão em 28 de maio de 2022, com Asmik Ace e Aniplex atuando como co-distribuidoras.
Na América do Norte, o filme foi licenciado para distribuição teatral e de vídeo doméstico pela GKIDS (por meio de seu parceiro de distribuição exclusivo Universal Pictures Home Entertainment), com exibição nos cinemas marcada para começar em 12 de agosto de 2022, enquanto a Anime Limited licenciou a distribuição no Reino Unido, Irlanda, França, Bélgica, Holanda e Luxemburgo. O filme está programado para ser lançado nos cinemas do Reino Unido no verão de 2022. Fora desses territórios e da Ásia, a agência de vendas Fortissimo Films adquiriu os direitos internacionais e representará o filme aos distribuidores. Na América Latina, contudo, a distribuição foi adquirida pela Sun Distribution, do Uruguai.

## Recepção

### Resposta da Crítica
Após sua estreia no Festival Internacional de Cinema de Veneza, Inu-Oh recebeu aclamação imediata da crítica. No Rotten Tomatoes, o filme detém 91% com base em 53 resenhas, com uma classificação média de 7,8/10. O consenso crítico do site diz: "Os fãs de Masaaki Yuasa virão a Inu-Oh esperando um banquete visual - e esta extravagância animada musical não os deixará desapontados". Por sua vez, no Metacritic, que atribui uma pontuação média ponderada de 100 às críticas dos principais críticos, o filme recebeu uma pontuação média de 77 de 100 com base em 16 críticas, indicando "críticas geralmente favoráveis."

William Bibbiani, do TheWrap, observou que "Inu-Oh é uma história sobre o uso da arte para falar a verdade ao poder ... É uma história sobre por que algumas histórias não são contadas e por que algumas pessoas as contam de qualquer maneira, não importa a que custo" e elogiou o filme como "um grito de sereia de um musical: raivoso e bonito, arrebatadamente animado e altamente contagiante." Escrevendo ao IndieWire, David Ehrlich avaliou o filme como B+, destacou o "carinho do filme pelos marginalizados e incompreendidos" e observou que "desde Belladonna of Sadness de 1973 não tem um anime reimaginado a história antiga de forma tão hipnoticamente psicodélica." Wendy Ide, do Screen Daily, chamou o trabalho de "peça singular de filmmaking" com "uma originalidade de abordagem que deve diferenciá-lo dentro do anime paisagem."

## Ligações Externas
- «Sítio oficial» (em japonês)
- Inu-Oh. no IMDb.
- Inu-Oh (anime) na enciclopédia do Anime News Network (em inglês)